# Thomas Graham
Thomas Graham (Glasgow, 20 de dezembro de 1805 — Londres, 16 de setembro de 1869) foi um químico escocês, conhecido por suas pesquisas na difusão de gases e líquidos na química dos colóides.
Estudou nas universidades de Edimburgo e de sua cidade natal. Ensinou química em Glasgow e no University College London. Desde 1855 até sua morte foi diretor da Real Fábrica de Moeda.
Graham demonstrou que a velocidade de difusão de um gás é inversamente proporcional à raiz quadrada de sua densidade, relação conhecida na atualidade como lei de Graham. No campo da química dos colóides foi o primeiro a distinguir entre estes e os cristalóides. Descobriu o método da diálise para separar os colóides de uma série de soluções.